# توماس امباتش
توماس امباتش (و. 1962  م) هو مخرج أفلام، وكاتب سيناريو، ومونتير سويسري، ولد في لوسرن.

## وصلات خارجية
- توماس امباتش على موقع IMDb (الإنجليزية)
- توماس امباتش على موقع مونزينجر (الألمانية)
- توماس امباتش على موقع ألو سيني (الفرنسية)
- توماس امباتش على موقع أول موفي (الإنجليزية)
- توماس امباتش على موقع قاعدة بيانات الفيلم (الإنجليزية)
- توماس امباتش على موقع كينوبويسك (الروسية)